# Statua di Stalin (Berlino Est)

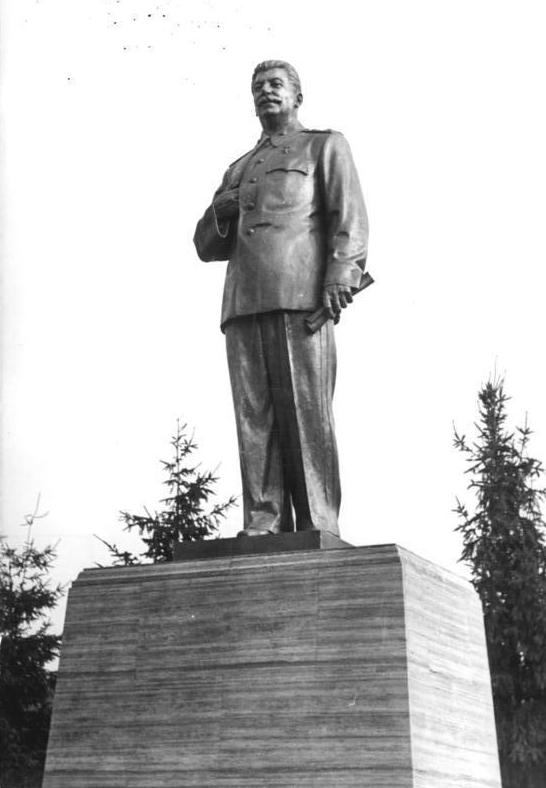
La statua di Stalin sulla Stalinallee a Friedrichshain, 1951

La statua di Stalin (in tedesco Stalindenkmal) era un monumento di bronzo situato a Berlino Est che ritraeva il dittatore sovietico Iosif Stalin. Una delegazione del Komsomol presentò la scultura alla capitale della Repubblica Democratica Tedesca in occasione del III Festival mondiale della gioventù e degli studenti nel 1951. La statua fu dedicata formalmente il 3 agosto dello stesso anno dopo una collocazione temporanea sulla nuova e ampia Stalinallee (rinominata poi Karl-Marx-Allee) realizzata nel distretto di Friedrichshain. I monumenti di Stalin furono generalmente rimossi per volere della leadership sovietica durante la destalinizzazione e la condanna dello stalinismo. A Berlino Est, la statua e tutte le segnaletiche recanti il nome "Stalinallee" furono rimossi durante un'operazione notturna clandestina e le strade furono rinominate. La scultura fu distrutta e il materiale venne riutilizzato.

## Posizione e descrizione

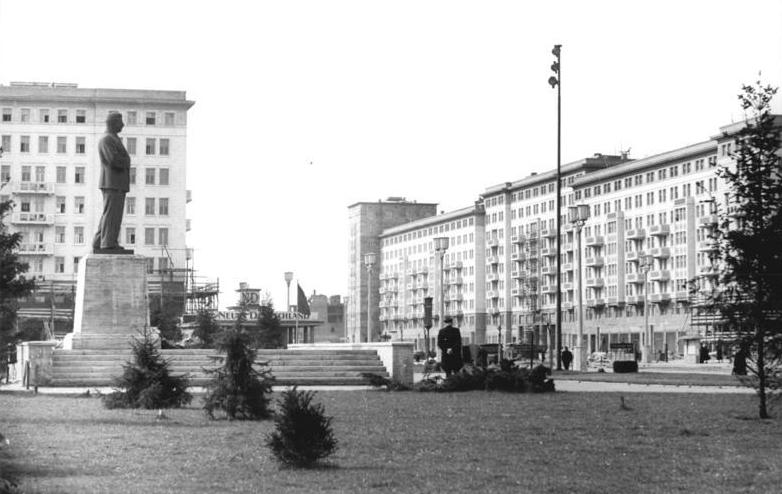
Il monumento di Stalin nell'aprile del 1953 inserito nel contesto urbano della Stalinallee

La Stalinallee, inizialmente chiamata Große Frankfurter Straße, fu gravemente danneggiata durante la seconda guerra mondiale e rinominata il giorno del compleanno di Stalin, ovvero il 21 dicembre 1949, in onore al leader sovietico. Il nuovo viale rappresentò un'affermazione politica all'interno dello sforzo di ricostruzione postbellico iniziato nel 1951 ed era costituito da un'imponente strada con negozi, intrattenimenti, ristoranti e nuovi blocchi di appartamenti monumentali. Questi ultimi dovevano essere costruiti da e per i lavoratori e contenevano dei lussi sconosciuti nelle precedenti abitazioni operaie negli edifici distrutti durante la guerra.
La statua di bronzo, alta 4,80 metri, mostrava il leader sovietico in una tipica posa militare con un'uniforme decorata di medaglie e nella mano destra un rotolo di pergamena. Il piedistallo di 3 m, leggermente conico, descritto spesso come di marmo, calcestruzzo o arenaria, fu posizionato su una piattaforma in muratura. La collocazione temporanea tra la Andreasstraße e la Koppenstraße era lungo la via che iniziava da un palasport costruito nel 1951 per il Festival mondiale della gioventù e degli studenti, demolito successivamente nel 1972.
L'autore sovietico della statua è oggetto di dibattiti tra gli esperti. Secondo una fonte, l'opera era stata realizzata nella bottega dello scultore Grigorij Postnikov (, 1914–1978). Altre fonti citano Nikolaj Tomskij e Sergej Merkurov, quest'ultimo noto per una simile statua eretta nel 1937 a Mosca. Una fonte russa vede Tomskij come l'autore originale.
Contrariamente all'intenzione originale di spostare la statua in Strausberger Platz sulla Stalinallee non appena il luogo chiave fosse stato pronto per l'abbellimento verso la fine degli anni cinquanta, la statua fu lasciata nella sua collocazione originale.

## 1951- novembre 1961

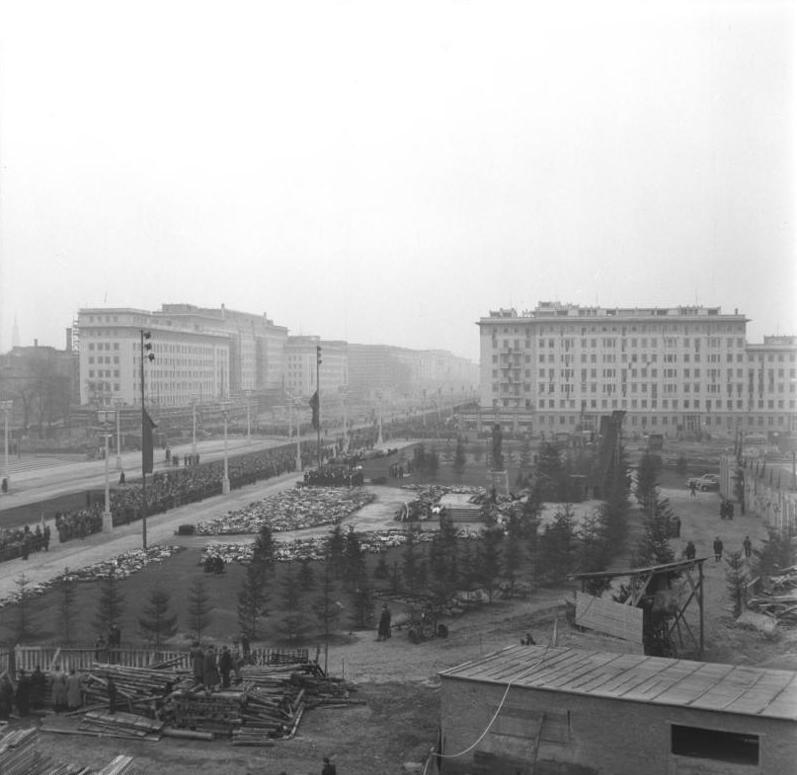
La marcia funebre davanti al monumento di Stalin in occasione della morte del leader nel 1953

Stalin morì nel 1953 e nel giorno della sua sepoltura, il 9 marzo, il monumento fu la destinazione di una marcia funebre a Berlino Est durata più di sette ore. Per esprimere il cordoglio della popolazione tedesca nei confronti del "Genio dell'umanità" e "Miglior amico del popolo tedesco", furono posati fiori e innalzate bandiere a mezz'asta sui principali edifici pubblici. Nel giorno della morte di Stalin furono organizzati all'interno delle scuole dei minuti di silenzio in sua memoria.
I moti operai del 17 giugno 1953 portarono presto a un'ampia rivolta contro il governo della Repubblica Democratica Tedesca che coinvolse molte città della Germania Est. Il centro dei confronti e delle sommosse a Berlino era inizialmente la Stalinallee, dove vi furono delle agitazioni anche vicino alla statua di Stalin, che divenne oggetto di lapidazioni, senza però subire alcun danno.
Il culto della personalità di Stalin, la sua dittatura e i suoi crimini furono denunciati in un discorso segreto di Nikita Chruščëv al XX Congresso del Partito Comunista dell'Unione Sovietica nel 1956. In seguito fu decisa al XXII Congresso del PCUS nel 1961 la rimozione dei resti di Stalin dal mausoleo di Lenin nella Piazza Rossa e la rinomina di diverse città intitolate alla sua persona, il governo sovietico seppellì il corpo di Stalin nella necropoli delle mura del Cremlino, onorandolo con un busto di marmo.

## Rimozione clandestina
I governi di altri paesi del blocco orientale, inclusa la DDR, rinunciarono al culto di Stalin. Nella notte tra il 13 e il 14 novembre 1961, tutta la segnaletica stradale sulla Stalinallee fu rimossa in un'operazione clandestina. La sezione occidentale tra Alexanderplatz e Frankfurter Tor fu rinominata Karl-Marx-Allee, mentre alla sezione orientale tra Frankfurter Tor e il viadotto Lichtenberg fu dato il nome di Frankfurter Allee. In quella stessa notte, la statua di Stalin fu rimossa dal suo piedistallo con un bulldozer e trasportata su un autocarro verso l'impianto industriale della Bauunion, una compagnia di costruzioni. Diversi membri di un gruppo per la costruzione nella Stalinallee, guidato da Gerhard Wolf, ebbero il compito di ridurre la statua in piccoli pezzi sotto la sorveglianza delle forze di sicurezza. Il membro della Stasi diede le seguenti istruzioni: "Il monumento deve essere ridotto in pezzi irriconoscibili. Nessun resto deve essere portato via. Non deve essere fatta parola riguardo l'intera faccenda". Il piedistallo della statua fu rimosso la mattina seguente dai soldati della Nationale Volksarmee.

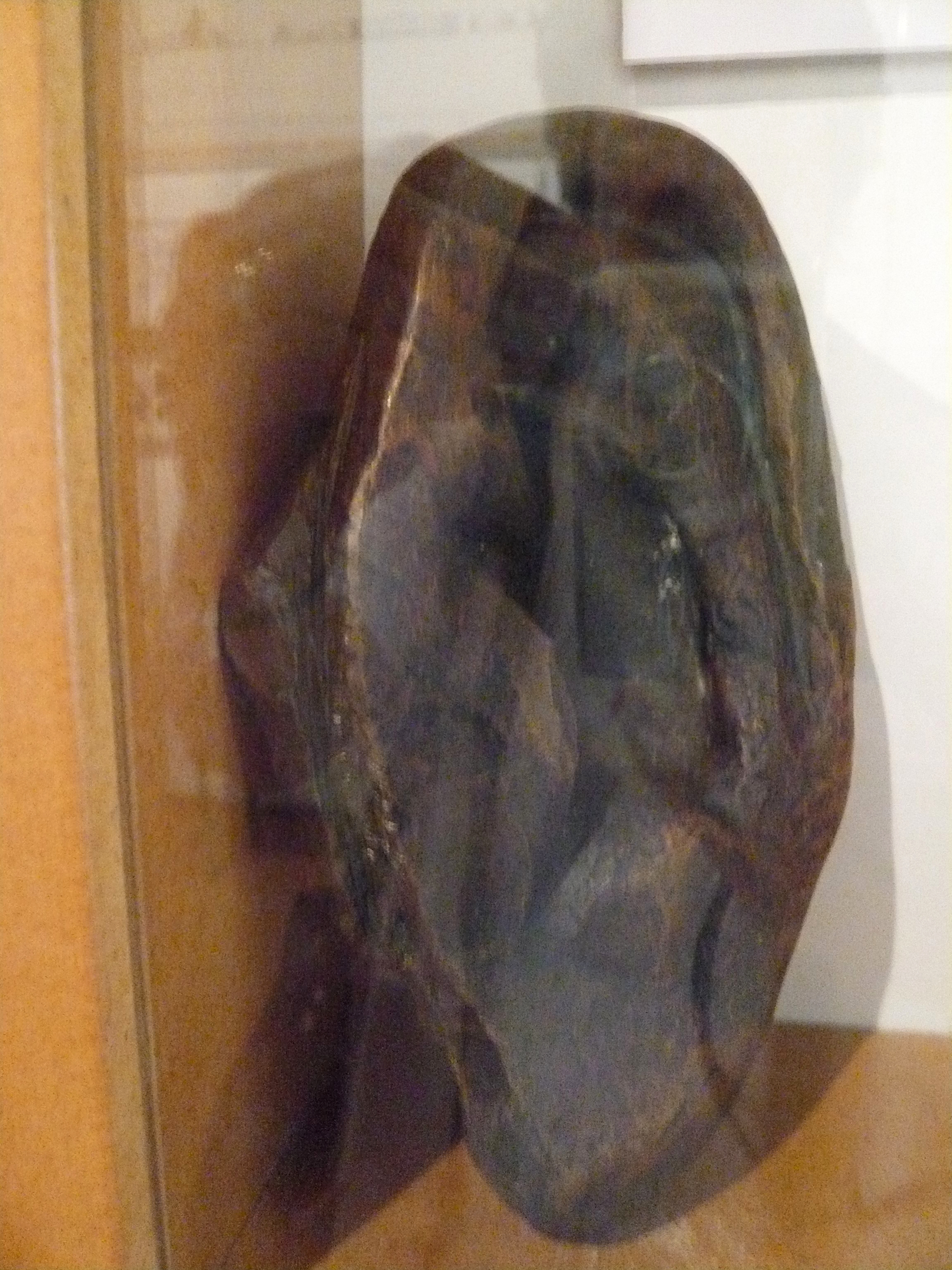
Un pezzo originale della statua di Stalin (l'orecchio sinistro) in mostra al Café Sibylle.

Alcuni dei lavoratori ai quali era stato assegnato il compito di distruggere la statua si appropriarono di nascosto di alcuni frammenti. Dopo la caduta del Muro di Berlino e la riunificazione tedesca, il leader del gruppo responsabile della distruzione della testa diede altri due pezzi rimanenti, un orecchio e parte del baffo, alla Geschichtswerkstatt Stalinallee, un gruppo di ricerca sulla storia della Stalinallee. Fornì anche un resoconto sui dettagli dell'operazione di rimozione del monumento: la scultura era stata ridotta in piccoli pezzi, fusa e utilizzata per forgiare altre opere artistiche, probabilmente le statue degli animali per lo zoo di Berlino Est.
Il 14 novembre 1961, le autorità cittadine (Magistrat von Berlin) diedero ai giornali il seguente annuncio su quanto accaduto in quella notte:
1. La sezione da Alexanderplatz a Frankfurter Tor nota fino ad oggi come Stalinallee deve essere rinominata Karl-Marx-Allee
2. La sezione della Stalinallee da Frankfurter Tor verso est deve essere dato il nome di Frankfurter Allee.
3. Il monumento a I. V. Stalin deve essere rimosso
4. La stazione della S-Bahn di Stalinallee deve essere rinominata S-Bahnhof Frankfurter Allee. Allo stesso modo, la stazione della metropolitana di Stalinallee deve essere rinominata Frankfurter Allee.
5. Nel nome "VEB Elektroapparatewerke J. W. Stalin" l'aggiunta "J. W. Stalin" deve essere cancellata. D'ora in avanti, la compagnia porterà il nome di VEB Elektroapparatewerke Berlin Treptow.»

## Periodo successivo e preservazione storica
La collocazione originale del monumento di Stalin fu in seguito modificata sostituendo la pavimentazione e installando una fontana a tre bacini, rimasta attiva per diversi anni. I manufatti del monumento e la storia della sua rimozione, come anche altri materiali e informazioni relative alla Stalinallee/Karl-Marx-Allee, sono in mostra permanente al Café Sibylle a Karl-Marx-Allee 72.

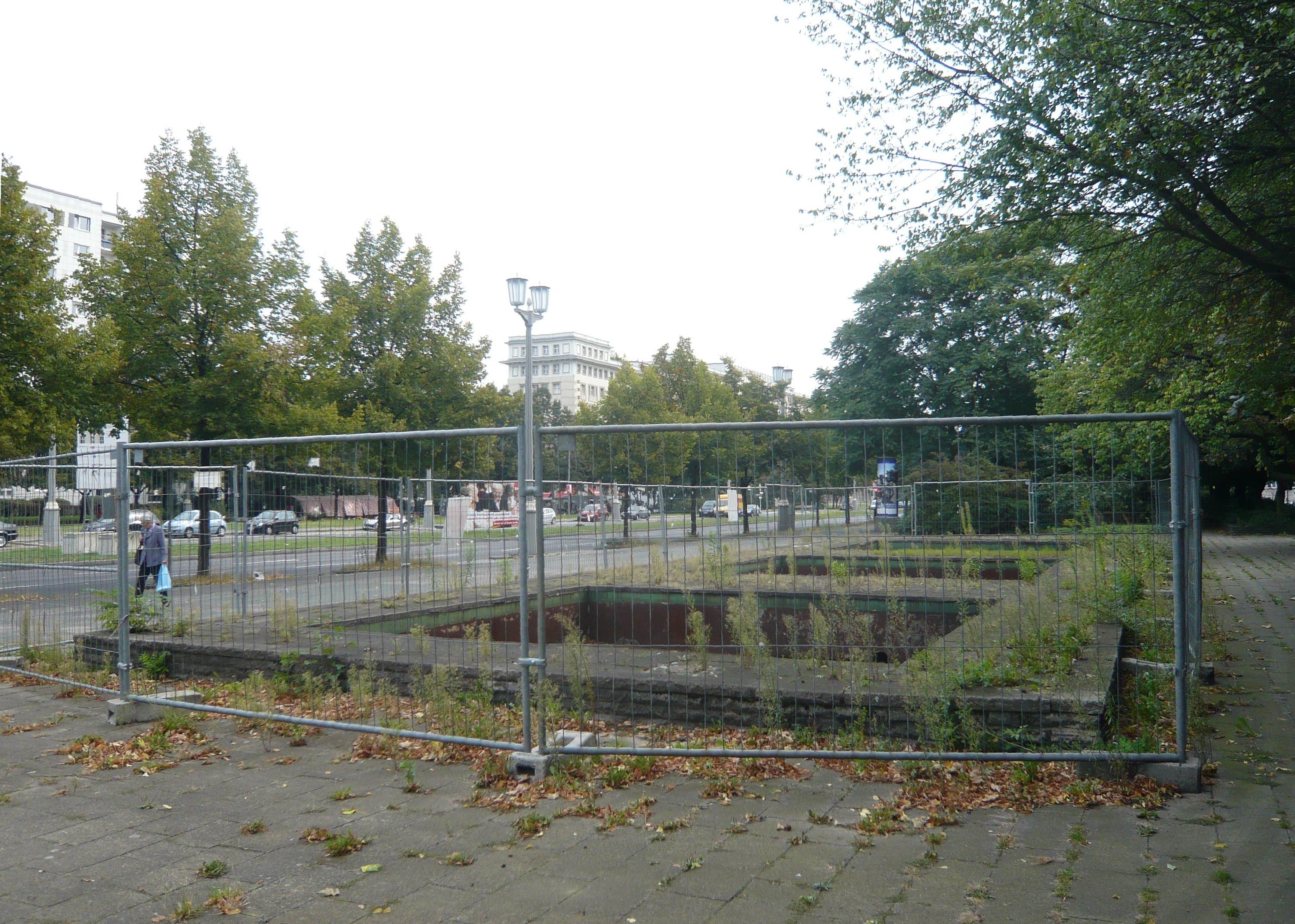
Collocazione della statua distrutta di Stalin in una foto del 2009.
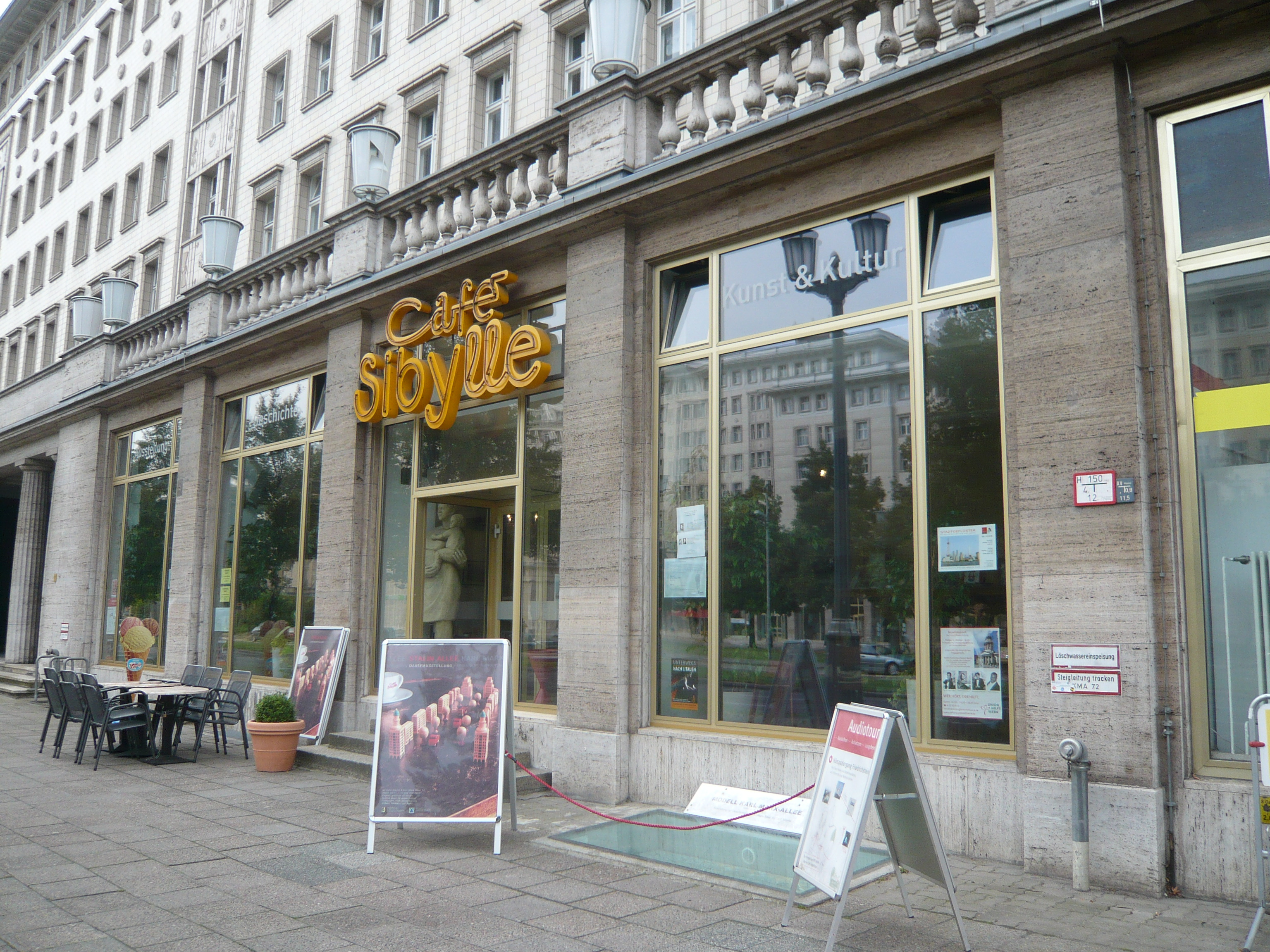
Il Café Sibylle, che ospita una mostra sulla storia della Stalinallee.

## Monumenti a Stalin in altre città della RDT
Anche in altre città della DDR furono erette statue in onore di Stalin, che fino all'inizio della destalinizzazione furono luogo di celebrazioni statali e proclamazioni. I monumenti furono rimossi di nascosto senza una discussione pubblica, in maniera simile a quanto avvenuto a Berlino Est.